# Sagittarius A*
Sagittarius A* (udtalt: Sagittarius A-stjerne) med standardforkortelsen Sgr A* er et gigantisk sort hul, der udgør Mælkevejens centrum. Sgr A* er en klar og meget kompakt astronomisk radiokilde i centrum af vores egen galakse og den ses, som navnet antyder, i stjernebilledet Skytten (Sagittarius), men tæt på grænsen til stjernebilledet Skorpionen, og er en del af et større kompleks af elektromagnetiske kilder kendt som Sagittarius A.
Sgr A* er et supermassivt sort hul, som astronomer generelt antager findes i centrum af spiral- og elliptiske galakser. Observationer af stjernerne i kredsløb om Sagittarius A* har være brugt til at vise tilstedeværelsen af, og data om, et sort hul, og har ført til konklusionen, at Sagittarius A* repræsenterer stedet hvor det sorte hul findes.
At Sgr A* repræsenterer centrum af Mælkevejen, betyder også at radiokildens koordinater i det galaktiske koordinatsystem er næsten sammenfaldende med nulpunktet (origo) i dette. Galaktisk (l,b) = (-0,054°;-0,046°). Dvs. en lille forskel på ca. 5 bueminutter.